# 斑點鈍腹鯡
斑點鈍腹鯡，又稱西姆圓腹砂丁魚，俗名鰮仔，為輻鰭魚綱鯡形目鯡科的其中一種。

## 分布
本魚分布於印度西太平洋區，包括紅海、東非、菲律賓、中國、台灣、日本南部、澳洲北部、阿拉弗拉海等海域。

## 深度
水深0至20公尺。

## 特徵
本魚體細長，腹緣稜脊不甚顯著，稜鱗不甚銳利而無伸出之棘狀部。背鰭前方中央稜脊只有一縱列鱗片。體被細薄圓鱗，極易脫落；胸鰭上緣3至4鰭條有黑條紋。上頷短，其後端僅達眼之前緣。背鰭位於體中部，具軟條17至19枚；臀鰭位於體之後半部，具軟條16至18枚；尾鰭深叉。背部兩側各有一列10至20個深藍色圓點。體長可達20公分。

## 生態
為沿海常見的中上層小型魚類。棲息於沿海和港灣。群游性、游泳力強，不時張口以濾食浮游動物為食。

## 經濟利用
食用魚，唯肉腥，適宜曬成魚乾。